# Oreoleysera montana
Oreoleysera montana là một loài thực vật có hoa trong họ Cúc. Loài này được (Bolus) K.Bremer mô tả khoa học đầu tiên năm 1978.